# Javořice
Javořice (germ. Jaborschützberg) este cel mai înalt munte din Colinele Ceho-Morave, localizate în Cehia. Are o altitudine de 837 m, iar pe vârf se află amplasat un turn de radio și televiziune. Situat la o distanță de 5 km nord-est de Studená u Telče și 10 km vest de Telč, masivul este împădurit cu conifere către zona înaltă.  Vârfurile învecinate sunt: în nord-vest Stříbrný vrch (759 m) și Velký skalní vrch (785 m), iar spre nord-est, Michův vrch (Michelberg; 786 m); la est Vrch (726 m) pe care se află ruinele cetății Hrad Štamberk (Burg Štamberk).